# Ahmed Boudjenane
 (novembre 2011).
Si vous disposez d'ouvrages ou d'articles de référence ou si vous connaissez des sites web de qualité traitant du thème abordé ici, merci de compléter l'article en donnant les références utiles à sa vérifiabilité et en les liant à la section « Notes et références ».
Ahmed Boudjenane plus connu sous le nom de Akid Abbes, est un militaire algérien, né le 1er janvier 1929 à Ouled Ali (Souahlia) région de Tlemcen, Ghazaouet, mort le 17 janvier 1968  à Tipaza dans un accident de la route, cependant plusieurs thèses suggèrent un assassinat[réf. souhaitée].
Il est un héros de la révolution algérienne connu sous le nom de Colonel Abbass ou Abbès. Membre du gouvernement de transition Boumediène I. Le colonel Abbas, a été commandant de l'Académie militaire inter-armes de Cherchell dans les années 60, mort brutalement en 1968 après l’échec du coup d'État de Zebiri contre Boumédiène fin 1967.À l'indépendance, il est désigné commandant de la 2ᵉ RM (Oran) avant qu'il ne soit remplacé par Chadli Bendjedid et muté à la tête de la direction de l'école Interarmes de Cherchell. Le colonel Abbas est entré à Oran à l'indépendance accompagné du colonel Athmane et du lieutenant Abdeljalil de son vrai nom Lakhdar Fendi.